# Malé Straciny
Malé Straciny (ungarisch Kishalom – bis 1907 Kissztracin) ist eine Gemeinde im Süden der Slowakei mit 149 Einwohnern (Stand 31. Dezember 2024). Sie gehört zum Okres Veľký Krtíš, einem Kreis des Banskobystrický kraj.

## Geographie

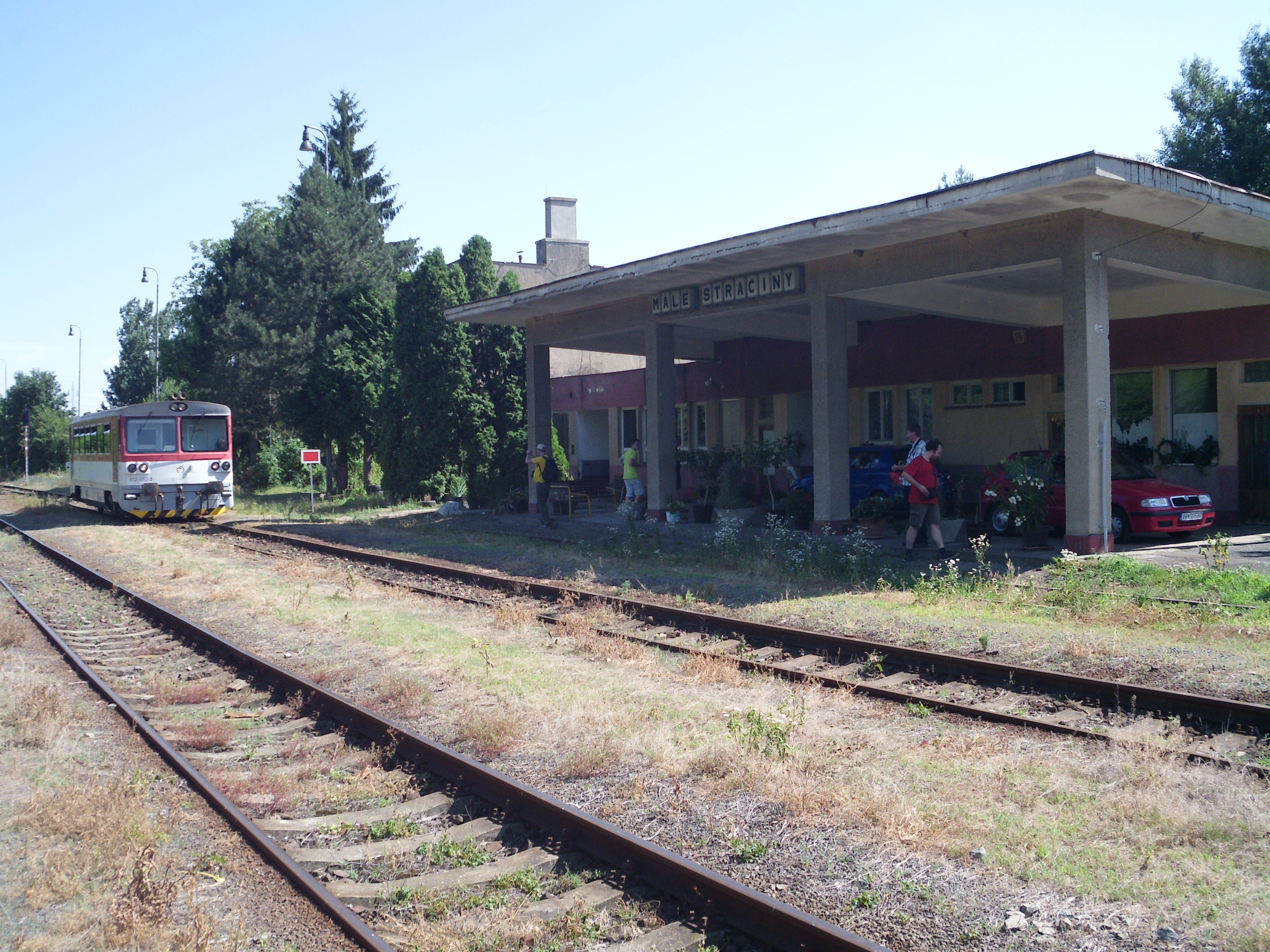
Bahnhof an der Bahnstrecke Nógradszakál–Malé Straciny

Die Gemeinde befindet sich im Talkessel Ipeľská kotlina, einem Teil der größeren Einheit Juhoslovenská kotlina, im sanften Tal des Baches Stracinský potok im Einzugsgebiet des Ipeľ. Das Ortszentrum liegt auf einer Höhe von 205 m n.m. und ist acht Kilometer von Veľký Krtíš entfernt.
Nachbargemeinden sind Pôtor im Norden, Veľké Zlievce im Osten, Malé Zlievce im Südosten, Veľké Straciny im Süden und Südwesten und Dolné Strháre im Westen.

## Geschichte
Malé Straciny wurde zum ersten Mal 1573 als Kys Thraczny schriftlich erwähnt, vorausgegangen aus dem ursprünglichen, bereits im 13. Jahrhundert erwähnten Ort, dem heutigen Veľké Straciny. Zwischen 1554 und 1593 stand das Gebiet unter türkischer Besetzung, danach lag das Dorf im Herrschaftsgebiet der Burg Divín. In der ersten Hälfte des 17. Jahrhunderts wurde der Ort verwüstet und nach 1670 wieder errichtet, geteilt zwischen den Herrschaften Blauenstein und Divín. 1828 zählte man 31 Häuser und 240 Einwohner, die als Landwirte und Winzer beschäftigt waren, dazu gab es ab der zweiten Hälfte des 19. Jahrhunderts Braunkohleförderung, die zuletzt bis 2015 bestand.
Bis 1918/1919 gehörte der im Komitat Neograd liegende Ort zum Königreich Ungarn und kam danach zur Tschechoslowakei beziehungsweise heute Slowakei. Von 1988 bis 1992 war Malé Straciny Teil der Stadt Veľký Krtíš.

## Bevölkerung
| Jahr                | 1994 | 2004     | 2014     | 2024    |
| ------------------- | ---- | -------- | -------- | ------- |
| Anzahl der Personen | 154  | 119      | 138      | 149     |
| Unterschied         |      | −22,72 % | +15,96 % | +7,97 % |

| Jahr                | 2023 | 2024    |
| ------------------- | ---- | ------- |
| Anzahl der Personen | 147  | 149     |
| Unterschied         |      | +1,36 % |

Gemäß der Volkszählung 2011 wohnten in Malé Straciny 149 Einwohner, davon 139 Slowaken. 10 Einwohner machten keine Angabe zur Ethnie.
74 Einwohner bekannten sich zur römisch-katholischen Kirche, 48 Einwohner zur Evangelischen Kirche A. B., zwei Einwohner zur griechisch-katholischen Kirche und ein Einwohner zur evangelisch-methodistischen Kirche. 15 Einwohner waren konfessionslos und bei neun Einwohnern wurde die Konfession nicht ermittelt.

## Verkehr
In Malé Straciny gibt es einen Bahnhof an den Bahnstrecken Nógrádszakál–Malé Straciny und Malé Straciny–Veľký Krtíš, die mit dem übrigen slowakischen Eisenbahnnetz nur über ungarisches Gebiet zu erreichen sind. Seit 1992 besteht an diesen Bahnstrecken kein Personenverkehr mehr. Durch den Ort passiert die Straße 3. Ordnung 2585 zwischen Veľké Straciny und Pôtor (Anschluss an die Straße 1. Ordnung 75).